# Juliano Belletti
Juliano Haus Belletti (* 20. Juni 1976 in Cascavel) ist ein ehemaliger brasilianischer Fußballspieler.

## Karriere

### Vereine
Belletti, der als harter und schussstarker Rechtsverteidiger galt, begann seine Karriere bei Cruzeiro Belo Horizonte, von wo er 1996 zum FC São Paulo wechselte. 2002 folgte, nach einem kurzen Gastspiel bei Atlético Mineiro, der Transfer nach Europa, zum spanischen Klub FC Villarreal.
In der Saison 2004/05 wechselte Belletti für 5,3 Millionen Euro zum spanischen Topklub FC Barcelona, bei dem er mit Superstars wie Ronaldinho oder Eto´o spielte. Mit dem FC gewann er neben dem spanischen Pokal (3:0 gegen Betis Sevilla), auch die Meisterschaften 2004/05 und 2005/06 sowie die Champions League 2006. Im Champions-League-Finale gegen den FC Arsenal am 17. Mai 2006 erzielte er das entscheidende Siegtor (2:1) nach einem Doppelpass mit Henrik Larsson.
Zu Beginn der Saison 2007/08 wechselte Belletti zum FC Chelsea nach England. Nach drei Jahren und dem Meisterschaftsgewinn 2010 wechselte er im Juli 2010 zurück nach Brasilien zu Fluminense Rio de Janeiro. Ende Juni 2011 beendete Belletti im Alter von 35 Jahren seine aktive Karriere als Fußballer. Kurz zuvor hatte er noch einen Vertrag beim brasilianischen Klub Ceará SC unterzeichnet, bestritt aber aufgrund physischer Probleme keine Spiele für den Verein.

### Nationalmannschaft
In der brasilianischen Nationalmannschaft spielte er von 2001 bis 2005 insgesamt 23 mal und erzielte ein Tor. Bei Brasiliens Turniersieg bei der WM 2002 kam er zu einem Kurzeinsatz im Halbfinale gegen die Türkei.

## Erfolge
Nationalmannschaft
- Weltmeister: 2002

FC São Paulo
- Torneio Rio-São Paulo: 2001

FC Barcelona
- Spanischer Meister: 2004/05, 2005/06
- Spanischer Superpokalsieger: 2005, 2006
- Sieger der Copa Carranza: 2005
- Champions-League-Sieger: 2005/06

FC Chelsea
- Englischer Pokalsieger: 2008/09, 2009/10
- Englischer Meister: 2009/10